# Nolina cismontana
Nolina cismontana är en sparrisväxtart som beskrevs av Dice. Nolina cismontana ingår i släktet Nolina och familjen sparrisväxter. Inga underarter finns listade i Catalogue of Life.

## Bildgalleri

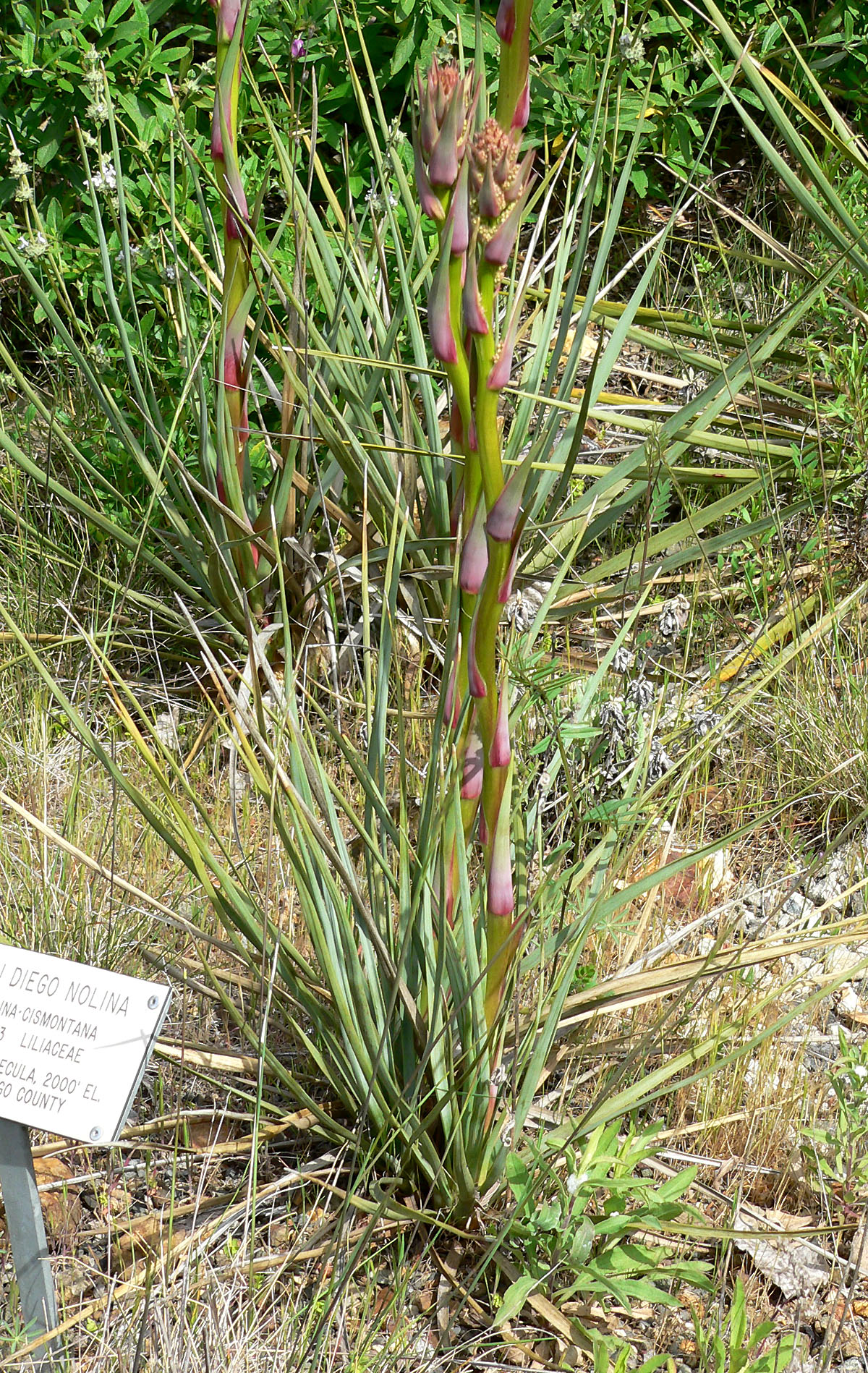
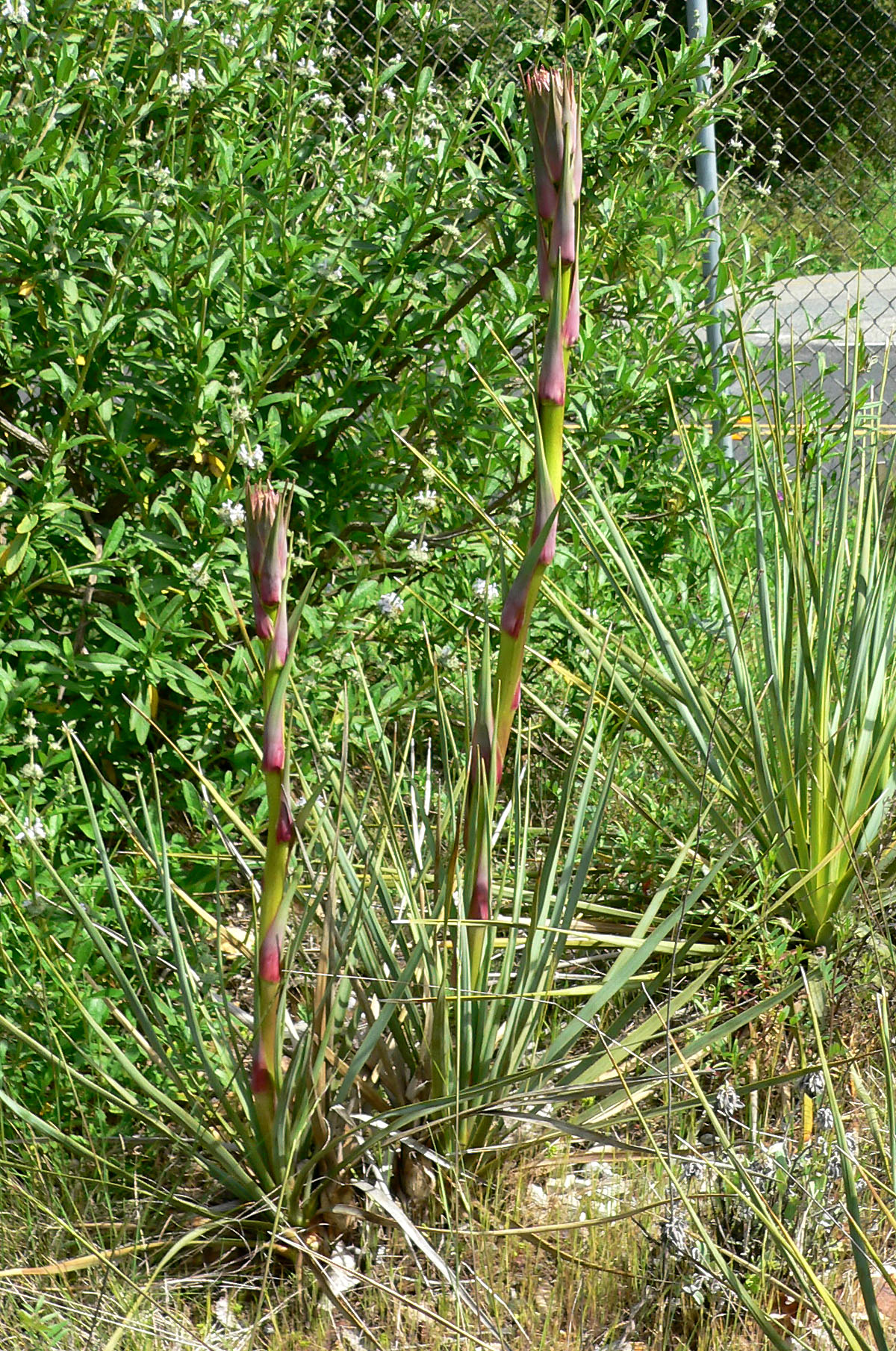
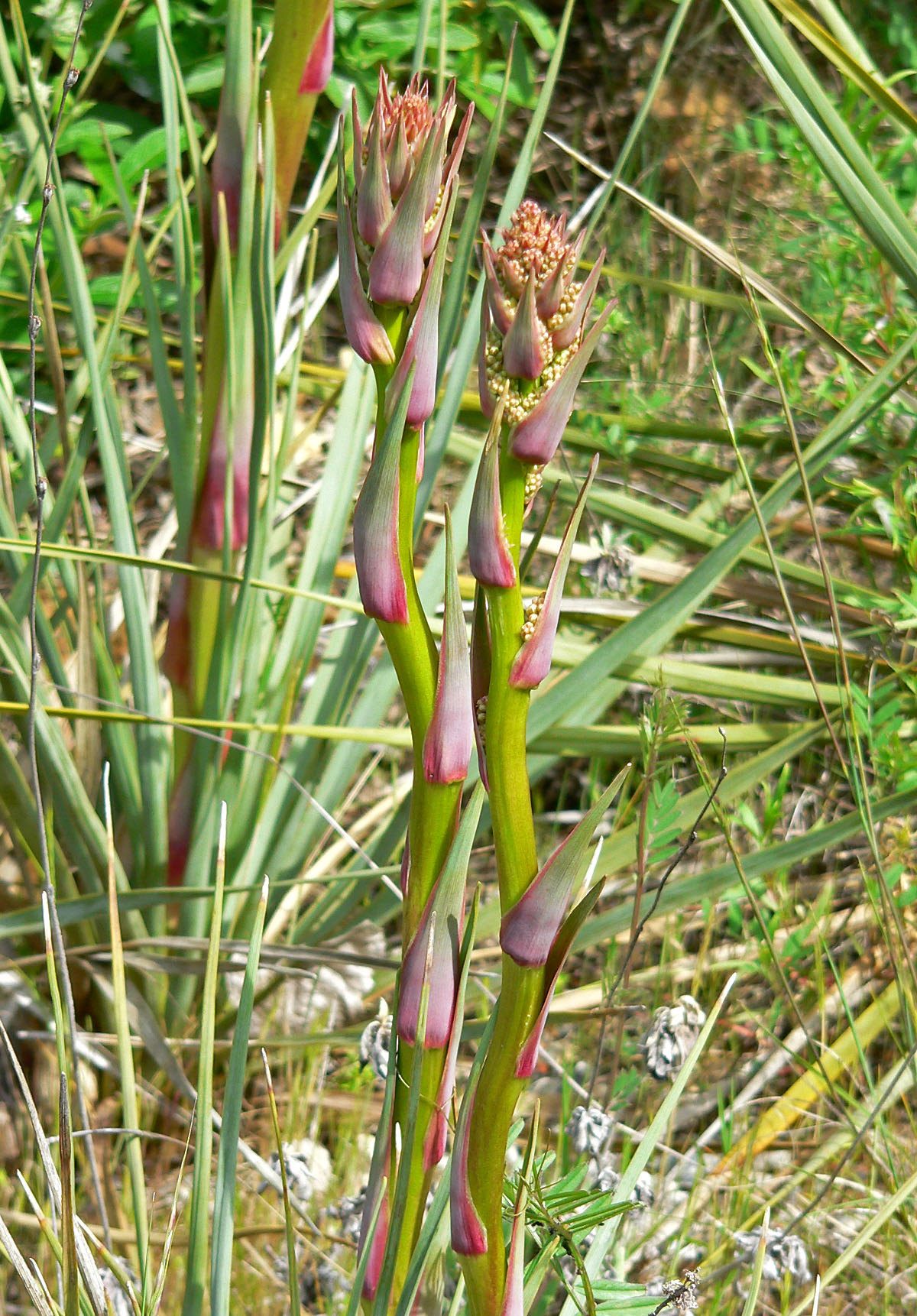
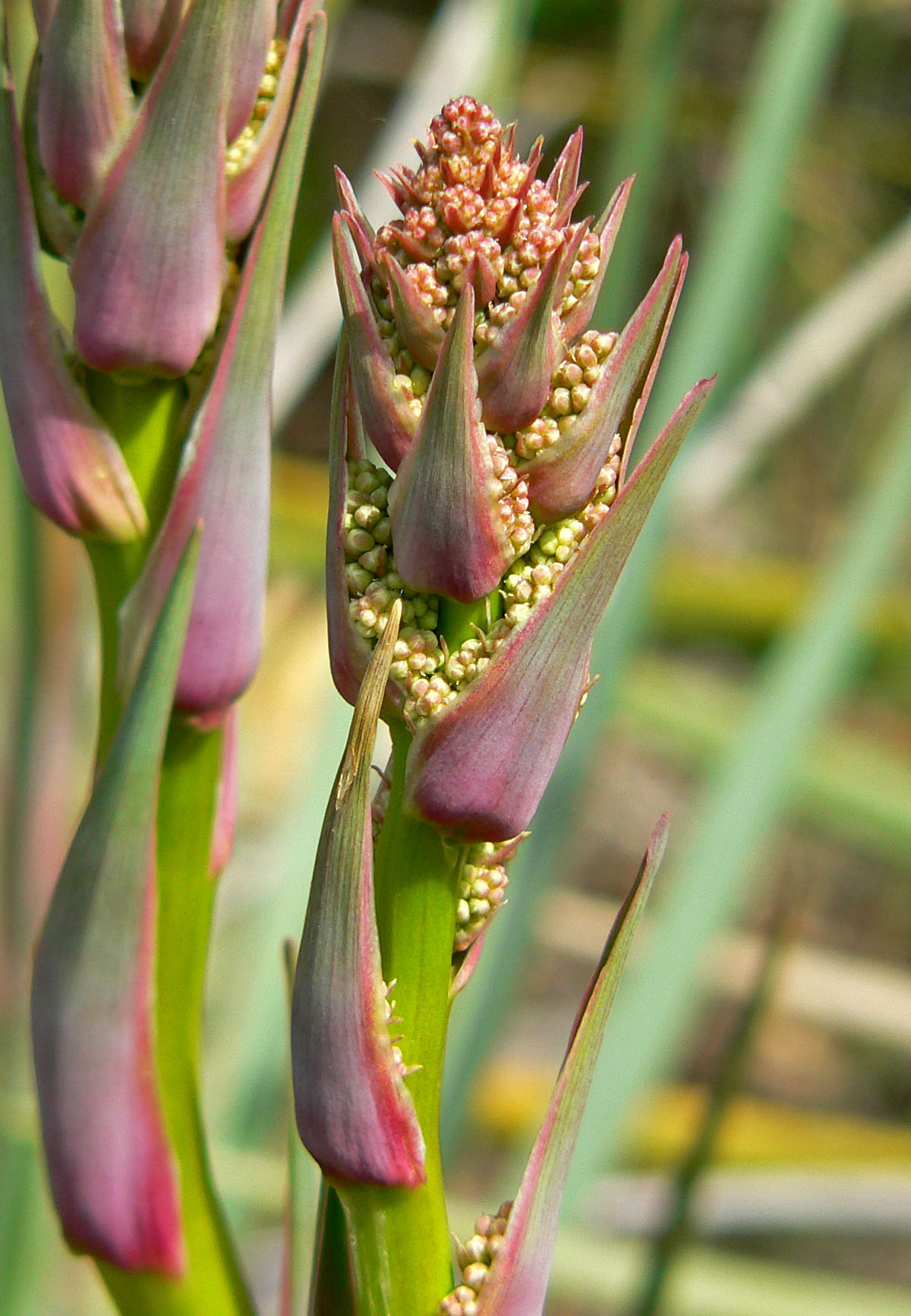
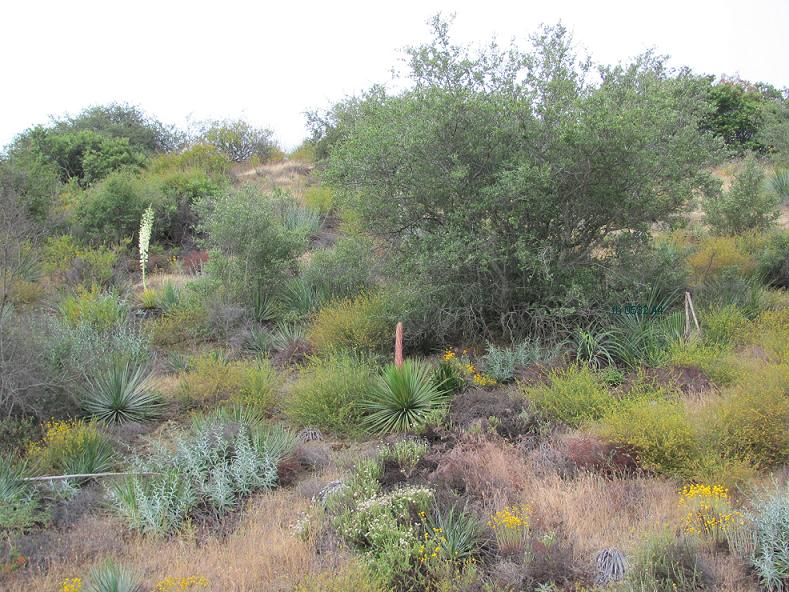
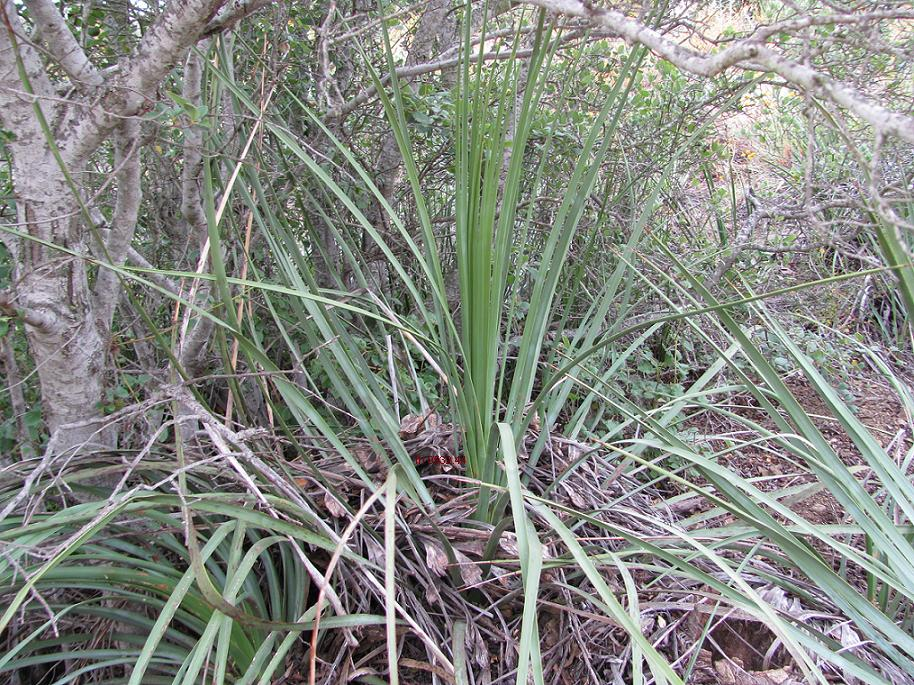